# Charpont
Charpont és un municipi francès, situat al departament de l'Eure i Loir i a la regió de Centre – Vall del Loira. L'any 2007 tenia 543 habitants.

## Demografia

### Població
El 2007 la població de fet de Charpont era de 543 persones. Hi havia 198 famílies, de les quals 44 eren unipersonals (16 homes vivint sols i 28 dones vivint soles), 59 parelles sense fills, 91 parelles amb fills i 4 famílies monoparentals amb fills.
La població ha evolucionat segons el següent gràfic:
Habitants censats

### Habitatges
El 2007 hi havia 236 habitatges, 203 eren l'habitatge principal de la família, 20 eren segones residències i 13 estaven desocupats. Tots els 234 habitatges eren cases. Dels 203 habitatges principals, 184 estaven ocupats pels seus propietaris, 15 estaven llogats i ocupats pels llogaters i 4 estaven cedits a títol gratuït; 3 tenien una cambra, 26 en tenien tres, 42 en tenien quatre i 131 en tenien cinc o més. 133 habitatges disposaven pel capbaix d'una plaça de pàrquing. A 66 habitatges hi havia un automòbil i a 127 n'hi havia dos o més.

### Piràmide de població
La piràmide de població per edats i sexe el 2009 era:
| Homes | Edats   | Dones |
| ----- | ------- | ----- |
| 0     | 95 o +  | 0     |
| 0     | 90 a 94 | 0     |
| 4     | 85 a 89 | 0     |
| 12    | 80 a 84 | 4     |
| 4     | 75 a 79 | 12    |
| 16    | 70 a 74 | 8     |
| 8     | 65 a 69 | 8     |
| 8     | 60 a 64 | 12    |
| 12    | 55 a 59 | 12    |
| 12    | 50 a 54 | 4     |
| 28    | 45 a 49 | 16    |
| 12    | 40 a 44 | 32    |
| 24    | 35 a 39 | 20    |
| 28    | 30 a 34 | 20    |
| 4     | 25 a 29 | 8     |
| 24    | 20 a 24 | 0     |
| 20    | 15 a 19 | 12    |
| 24    | 10 a 14 | 12    |
| 20    | 5 a 9   | 20    |
| 4     | 0 a 4   | 24    |

## Economia
El 2007 la població en edat de treballar era de 371 persones, 281 eren actives i 90 eren inactives. De les 281 persones actives 262 estaven ocupades (146 homes i 116 dones) i 19 estaven aturades (11 homes i 8 dones). De les 90 persones inactives 30 estaven jubilades, 35 estaven estudiant i 25 estaven classificades com a «altres inactius».

### Ingressos
El 2009 a Charpont hi havia 209 unitats fiscals que integraven 573 persones, la mediana anual d'ingressos fiscals per persona era de 21.965 €.

### Activitats econòmiques
Dels 21 establiments que hi havia el 2007, 1 era d'una empresa extractiva, 2 d'empreses de fabricació d'altres productes industrials, 5 d'empreses de construcció, 6 d'empreses de comerç i reparació d'automòbils, 1 d'una empresa de transport, 1 d'una empresa d'hostatgeria i restauració, 1 d'una empresa d'informació i comunicació i 4 d'empreses de serveis.
Dels 6 establiments de servei als particulars que hi havia el 2009, 3 eren tallers de reparació d'automòbils i de material agrícola, 1 paleta, 1 lampisteria i 1 electricista.
L'únic establiment comercial que hi havia el 2009 era una botiga de menys de 120 m².

## Poblacions més properes
El següent diagrama mostra les poblacions més properes.